# Soinalm (Bayrischzell)
Die Soinalm, auch die Soinalmen, bildet eine Alm in den Bayerischen Voralpen. Sie liegen im Gemeindegebiet von Bayrischzell.
Das Almgebiet befindet sich in einem langgezogenen ost-westlich ausgerichteten Hochtal zwischen Maroldschneid im Süden und Gamswand im Norden.
Die Alm wurde bereits auf der Uraufnahme namentlich erwähnt.